# Parc national de Coffin Bay
Le parc national de Coffin Bay est situé à 301 km à l'ouest d'Adélaïde, capitale de l'Australie-Méridionale dans la péninsule d'Eyre.
Le village de Coffin Bay est situé à l'entrée du parc national. Le parc forme une longue presqu'île avec une baie abritée, des dunes, des marais, un long chapelet d'îles, des rochers dans la mer, des falaises blanches et des plages de sable blanc.
À l'est de Point Avoid se trouvent les plages d'Almonta et Gunyah, qui ont la réputation d'être les meilleures du pays pour la pratique du surf.
On trouve une grande variété d'animaux sauvages dans le parc notamment d'oiseaux de mer: pygargue blagre, balbuzard pêcheur, albatros et pétrel.
L'accès de la plus grande partie au nord de Yangie Bay n'est possible qu'en 4x4. Le camping est possible.

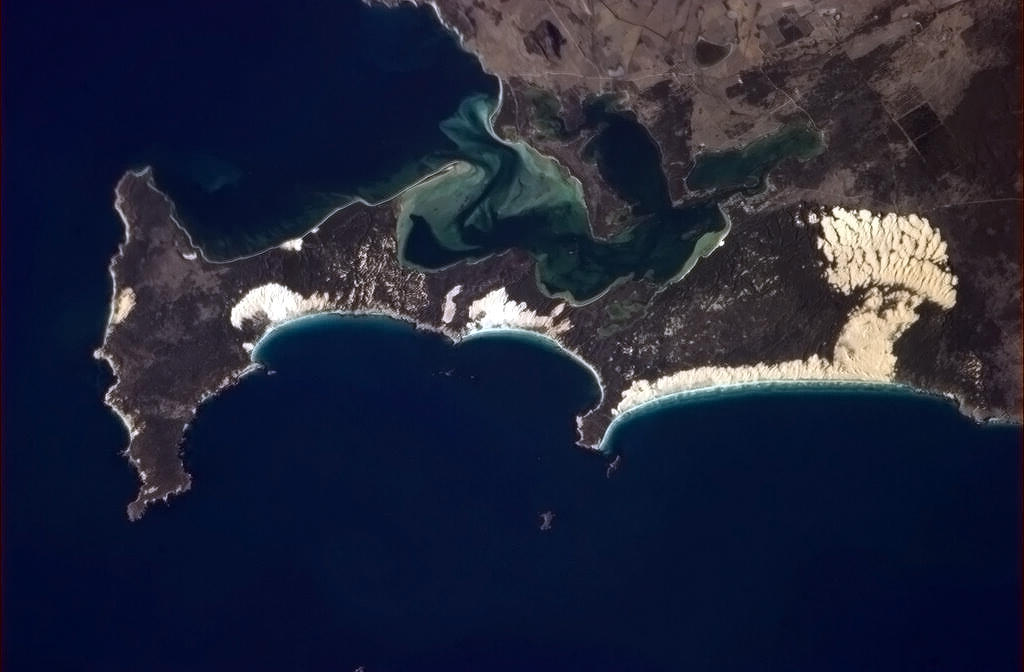
Vue de Coffin Bay depuis l'espace.